# تسویوشی وادا
تسویوشی وادا (انگلیسی: Tsuyoshi Wada؛ زادهٔ ۲۱ فوریهٔ ۱۹۸۱) بازیکن بیس‌بال اهل ژاپن است.
وی در مسابقات کشوری و بین‌المللی در مجموع برندهٔ ۱ مدال طلا، ۱ مدال برنز شده‌است.